# Triángulo Dionisio Foianini
O Triángulo Dionisio Foianini é um ponto geográfico localizado na divisa territorial entre a Bolívia, o Brasil e o Paraguai.
Trata-se de uma área que foi adjudicada à Bolívia pelo Tratado de Petrópolis, em 1903. 
É estrategicamente importante para o país andino porque possibilita o escoamento da produção via Oceano Atlântico. O território em questão é adjacente ao Rio Paraguai, cuja foz é no Rio Paraná. Por sua vez, este desemboca no Atlântico (sendo o estuário chamado de Rio da Prata). 
A região está sob administração da Província Germán Busch, pertencente ao Departamento de Santa Cruz. Não existem cidades no território. São registradas a presença de fazendas e de um posto militar chamado Puerto Busch. O aglomerado urbano mais próximo, em linha reta, do posto militar é o distrito paraguaio de Bahía Negra, à 20 quilômetros. Em terras brasileiras, é a cidade de Corumbá, a qual dista, em linha reta, 120 quilômetros ao norte.  
O posto militar Puerto Busch, como está às margens do Rio Paraguai, também é ponto de referência para a marcação da fronteira entre Bolívia e Brasil. A partir dele, no sentido jusante, o Rio Paraguai volta a representar o limite entre os dois países, o que ocorre até o encontro dele com o Rio Apa. 